# Краснощёков, Виктор Иванович
Виктор Иванович Краснощёков (род. 1923) — дирижёр, профессор Московской консерватории, Заслуженный артист РСФСР (1966). Известен как автор учебной и справочной литературы по хороведению.

## Биография
Руководил военными ансамблями, хором ветеранов революции (Москва).
- С 1957 по 1964 — дирижёр Ансамбля советской оперы Всероссийского театрального общества.
- С 1974 по 1982 — художественный руководитель и главный дирижёр Ансамбля советской песни Центрального телевидения и Всесоюзного радио.
- С 1984 — профессор Московской консерватории.[1]

Среди учеников В. И. Краснощёкова — А. В.Околышев, М. В. Моднов, Т. М. Мусаев, Н. В. Белов, Н. Н. Владимирцева, В. В. Глушаков.

## Книги
- Краснощёков, В. И. Вопросы хороведения. Учебник. — М.: Музыка, 1969. — 299 с. — 10 000 экз.
- В. И. Краснощёков, Г. Д. Рождественская, Ю. Б. Алиев. Основы управления хором. Учеб. пособие / Под общ. ред. В. И. Краснощекова. — М.: ЗНУИ, 1982. — 77 с.
- В. И. Краснощёков. Технические и художественные приемы работы с самодеятельными хорами. Учеб. пособие. — М.: ЗНУИ, 1980. — 85 с.